# Massimiliano Allegri
Pour les articles homonymes, voir Allegri.
Massimiliano Allegri, parfois surnomé Max Allegri, né le 11 août 1967 à Livourne en Italie, est un ancien footballeur italien reconverti en entraîneur. Il est l'actuel entraîneur de l'AC Milan.

## Carrière

### Joueur
Milieu de terrain, il commence sa carrière au Cuoiopelli Cappiano Romaiano, alors en Serie D, la 4e division italienne, durant la saison 1984-1985. Après trois saisons à l'AS Livourne Calcio en Serie C (1985-1988), durant lesquelles il jouera 29 matchs sans marquer de but, il est transféré au Pise Calcio, alors en Serie A, pour la saison 1988-1989, où il ne jouera que 2 matchs. Il fait ses premiers pas en Serie A le 11 juin 1989 contre le Milan AC. Il retourne à l'AS Livourne Calcio, tout juste rétrogradé en Serie D la saison suivante où il devient un titulaire indiscutable, disputant 32 matchs et marquant 8 buts. Il est ensuite transféré pour la saison 1990-1991 à l'AC Pavie, fraîchement promu en Serie C1 : il y jouera 29 matchs pour 5 buts. 
L'année suivante, 1991-1992, il arrive au Pescara Calcio en Serie B : l'équipe des Abruzzes termine deuxième du championnat derrière le Brescia Calcio et est donc promu en Serie A. Massimiliano Allegri est un des piliers de l'équipe, jouant 33 matchs et marquant 4 buts. 
La saison suivante, 1992-1993, il vit sa première saison en tant que titulaire en Serie A, avec Dunga à ses côtés. Il ne peut néanmoins éviter la relégation de son équipe malgré ses 12 buts marqués en 31 matchs, son record en une saison. Il reste néanmoins en Serie A en signant pour le Cagliari Calcio, où il restera deux années, prenant part à 46 matchs sous le maillot bleu et rouge et marquant 4 buts. En octobre 1995, il quitte l'île pour rejoindre le Pérouse Calcio en Serie B. 
Il retrouve immédiatement avec les « griffons » les joies de la Serie A car l'équipe finit troisième et monte à l'étage supérieur. Massiliano Allegri est encore un artisan de ce succès avec ses 7 buts en 26 matchs. Il commence donc la saison 1996-1997 avec le Pérouse Calcio, jouant 15 matchs et marquant 3 buts, avant d'être transféré en janvier en Serie B au Calcio Padova avec qui il entamera aussi la saison 1997-1998, jouant au total 21 matchs. En janvier 1998, il retrouve la Serie A pour la dernière fois avec le SSC Naples où il ne jouera que 7 petits matchs. 
Il retourne finalement au Pescara Calcio en Serie B pour la saison 1998-1999 et 1999-2000, jouant 46 matchs pour 4 buts. Âgé de 33 ans, il signe en 2000-2001 pour l'AC Pistoiese, toujours en Serie B assurant de justesse son maintien (18 matchs, 1 but) avant de finir sa carrière à l'Aglianese, avec qui il disputera deux saisons (2001-2003), obtenant la première année une promotion en Serie C2, 4e division de l'époque. Il conclut sa carrière de joueur en 2003 avec 374 matchs au compteur et 63 buts, dont 19 en Serie A.

### Entraîneur

#### 2003-2006: Les débuts
Il commence sa nouvelle carrière dès la saison suivante à l'Aglianese en Serie C2, durant l'année 2003-2004. Il passe la saison suivante à SPAL Ferrare dans la catégorie supérieure, puis de 2005 à 2007 à l'US Grosseto FC en 3e division. Durant la saison 2006-2007, il sera remercié après neuf journées après un rendement médiocre. L'équipe obtiendra sans lui la promotion en Serie B à la fin de la saison. 

#### Début de renommée à Sassuolo et Cagliari
Il est alors embauché en Serie C1, la 3e division, par l'US Sassuolo pour la saison 2007-2008. Il obtient pour le club une première promotion historique en Serie B, obtenant au passage le prix du meilleur entraineur de Serie C1. Il quitte alors le club et signe un contrat d'un an en Serie A, au Cagliari Calcio, club dont il avait porté le maillot durant deux saisons. Allegri est considéré par les tifosi de Sassuolo comme l'élément déclencheur de la montée en puissance du club d'Emilie-Romagne, qui aboutira jusqu'à une promotion dans l'élite italienne en 2013.
Ses premiers pas d'entraîneur en Serie A sont pour le moins compliqués : ses cinq premiers matches se soldent par autant de défaites et la dernière place. Le président Massimo Cellino réitère néanmoins sa confiance en l'entraîneur. Commence alors une remontée fantastique de l'équipe sarde, complètement transformée, qui récupère 34 points en 17 matches, et rejoint la première partie de tableau. À la 2e journée de la phase retour du championnat, le Cagliari Calcio est remonté à la 7e place, avec des victoires de prestiges à l'extérieur, notamment contre la SS Lazio (4-1) et la Juventus FC (3-2). 
La suite du championnat est moins spectaculaire mais le Cagliari Calcio obtient très vite le nombre de points suffisants pour s'assurer le maintien, objectif déclaré du début de saison. L'équipe terminera la saison à la neuvième place de la Serie A, à 10 points de l'Europe, mais devant des équipes plus prestigieuses comme la SS Lazio ou encore le SSC Naples. Cette saison surprenante fera de Massimiliano Allegri l'une des cibles de nombreuses équipes de premier rang comme la Juventus FC, l'AC Milan ou encore la SS Lazio. Il préférera finalement rester une saison supplémentaire à la tête de l'équipe surprise de ce championnat. 
La saison 2009-2010 commence avec une dynamique identique à celle de la saison précédente : un seul point pris sur les cinq premiers matches, avant une nouvelle fois de remonter la pente. Après 24 matches, l'équipe sarde se retrouve avec 38 points au compteur et ne pointe plus qu'à trois points de la quatrième place qualificative pour la Ligue des champions de l'UEFA. Son nom est toujours pressenti pour prendre la tête d'un grand club, notamment le Milan AC, malgré un contrat courant jusqu'en 2011. 
Signe de reconnaissance ultime pour un entraîneur de Serie A, Massimiliano Allegri a reçu le 1er février 2010 le prix convoité de « meilleur entraîneur » pour la saison 2008-2009, trophée décerné par ses pairs. Cependant une série de 9 matchs sans victoire et son refus de prolonger son contrat à la suite des rumeurs le donnant partant pour l'AC Milan ou la Juventus FC placent l'entraineur en situation de litige avec le président du club Massimo Cellino. Allegri sera remercié le 13 avril 2010, remplacé par le duo Gianluca Festa-Giorgio Melis jusqu'à la fin de la saison.

#### Les années milanaises: de la gloire à la chute
Il est officiellement nommé entraîneur du Milan AC le 25 juin 2010. Le club lombard vit alors une période assez délicate dans l'ombre de son rival intériste, entre vieillissement de ses cadres (Nesta, Seedorf, Bonera, Inzaghi, Gattuso) et une série de trois saisons sans titre depuis la Ligue des Champions de 2007. En toute fin de mercato, le directeur sportif du club Adriano Galliani recrute coup sur coup Kevin-Prince Boateng, Robinho et surtout la star suédoise Zlatan Ibrahimovic, permettant ainsi à son nouvel entraineur de disposer d'une force de frappe impressionnante en attaque. Au mois de janvier 2011 Mark van Bommel, Urby Emanuelson et Antonio Cassano viendront apporter des renforts additionnels, compensant ainsi le départ surprise de Ronaldinho.
Le 7 mai 2011, Allegri remporte dès sa première saison au sein du club lombard son premier trophée (également son premier trophée en tant qu'entraîneur) : le championnat d'Italie avec l'AC Milan. Il s'agit du 18e de l'histoire du club lombard et surtout du premier depuis la saison 2003-04. Les moments marquants de ce parcours sont la victoire à Turin contre la Juventus sur une rare réalisation de Gattuso et le doublé réalisé sur l'Inter, avec notamment un cinglant 3-0 infligé aux nerazzurri en avril 2011. En revanche le parcours européen du club est nettement moins glorieux, marqué par une qualification de justesse pour les huitièmes de finale où les Milanais subiront la loi de Tottenham.
Les saisons suivantes se soldent par des résultats de moins en moins convaincants, une deuxième place de championnat amère lors de la saison suivante après des défaites cruciales contre des rivaux, puis une troisième place décrochée in extremis lors de la saison d'après à la suite d'un mauvais début de saison. Au-delà du classement en fin de saison, le niveau de jeu proposé et des défaites en championnat ainsi qu'en Ligue des Champions pénalisantes pour la notoriété du club alimentent sans cesse des questionnements sur sa légitimité sur le banc de touche milanais. La direction du club, consciente des circonstances délicates à la suite du départ de joueurs clés et ténors du club, l'a cependant défendu et conforté à son poste. Les défenseurs d'Allegri pointent du doigt sa capacité à maintenir l'équipe dans le Top-3 en dépit des départs dès 2012 de nombreux éléments (dont Zlatan Ibrahimović et Thiago Silva, partis au Paris Saint-Germain) ayant permis la conquete du titre en 2011.
La saison 2013/2014 commence d'une manière catastrophique : l'équipe peine à obtenir des succès, voire des matchs nuls en championnat, contre des équipes pourtant de calibre inférieur, et s'avère même incapable d'enchaîner deux victoires consécutives. Fin 2013, Allegri alimente lui-même les rumeurs d'un départ proche quand il explique aux journalistes qu'il est conscient de vivre son dernier Noël sur le banc rossonero. Le 13 janvier 2014, il est définitivement démis de ses fonctions d’entraîneur du Milan AC. L'ironie du sort voudra que ce licenciement fasse suite à une défaite contre le promu Sassuolo, le club chez lequel Allegri s'était fait connaitre en 2007-2008.

#### 2014-2015: Réhabilitation à la Juventus
Le 16 juillet 2014 la Juventus de Turin annonce son recrutement en remplacement d'Antonio Conte qui a décidé de quitter ses fonctions pour prendre la tête de la sélection italienne. Cette nomination a lieu dans des circonstances houleuses. Déjà bouleversés par le départ brutal de l'emblématique Conte, les tifosi de la Juventus sont furieux de voir son poste repris par Allegri. Ce dernier s'était distingué dans le passé pour des propos critiques envers les bianconeri, notamment lors de la saison 2011-2012 lorsque la Juventus de Conte et le Milan d'Allegri s'étaient disputés pour le titre de champion d'Italie. Le technicien toscan reste en outre sur deux années difficiles à Milan et un limogeage qui ont sérieusement entamé sa crédibilité.
L'entame de saison du club piémontais semble donner raison aux détracteurs d'Allegri. Fin octobre 2014 la Vecchia Signora s'incline coup sur coup sur le terrain de l'Olympiakos le Pirée en Ligue des Champions et celui du Genoa en Serie A. À ce moment de la saison les jours de Massimiliano Allegri semblent déjà comptés. Cependant la Juventus redresse la barre en novembre avec une série de succès toutes compétitions confondues, le plus notable étant le 7-0 passé à Parme. Buteurs décisifs en Ligue des Champions, le Français Paul Pogba et l'Argentin Carlos Tevez s'imposent comme les hommes forts du renouveau turinois.
C'est avec une vigueur retrouvée que la Juventus entame la seconde moitié de sa saison début 2015. Le 11 janvier, les hommes d'Allegri assomment le Napoli 3-1 au San Paolo. Il s'agit du premier succès de la Juve en terres napolitaines depuis septembre 2000. En mars, les Bianconeri se déplacent en Allemagne pour affronter le Borussia Dortmund lors d'un huitième de finale de Ligue des Champions. Les champions d'Italie semblent en danger car ils se sont contentés à l'aller d'un succès 2-1. Mais contre toute attente, les Turinois vont réaliser un de leurs meilleurs matchs européens des années 2000 en s'imposant 3-0 au Signal Iduna Park. Allegri se retrouve enfin dans une position confortable, d'autant plus que son équipe enchaine les succès en championnat.
Le 2 avril, la Juventus frappe un nouveau gros coup à l'extérieur en s'imposant 3-0 à Florence en demi-finale retour de la Coupe d'Italie. Elle renverse ainsi la Fiorentina, qui était venue s'imposer 2-1 au Juventus Stadium le mois précédent au match aller. Ce même mois la Juve prend le dessus sur l'AS Monaco en quarts de finale de la Ligue des Champions, à la suite de deux matchs tendus (1-0 à Turin sur un penalty de Vidal, 0-0 au stade Louis II). Elle se qualifie ainsi pour les demi-finales de la compétition pour la première fois depuis 2003. Il s'agit d'une réussite personnelle de poids pour Allegri, là ou d'autres techniciens de renom tels que Fabio Capello et Antonio Conte avaient échoué.
Le 2 mai 2015, Allegri obtient son deuxième titre de champion d'Italie, et le 31e pour la Juventus dont c'est le quatrième consécutif. Le 20 mai 2015 il réalise même un doublé historique avec la coupe d'Italie en battant la Lazio de Rome, ce qui constitue le troisième seulement de l'histoire de la Juventus après ceux des saisons 1954-1955 et 1994-1995.
Pour couronner ce doublé la Juventus s'offre même une place en finale de la Ligue des Champions. Opposés en demi-finale au tenant du titre et favori le Real Madrid, la formation italienne est donnée perdante par la majorité des observateurs. Le match aller se déroule le 5 mai 2015 à Turin et offre l'occasion à Allegri de surprendre celui qu'il a souvent cité comme son modèle, Carlo Ancelotti. L'entraineur de la Juventus aligne contre toute attente un milieu de terrain renforcé, avec notamment la présence du jeune Stefano Sturaro, qui livrera un match exemplaire. Des réalisations signées Carlos Tevez et Alvaro Morata permettent à la Juventus de l'emporter 2-1 chez elle.
Pour le match retour à Madrid, les Italiens sont rapidement menés 1-0. Mais un nouveau but de l'ancien Madrilène Morata permet aux hommes d'Allegri d'égaliser et de se qualifier pour une finale inespérée (qu'ils perdront 3-1 à Berlin contre le FC Barcelone). Plus que le résultat final, les tifosi du club turinois retiendront de cette campagne la flexibilité tactique d'Allegri et sa volonté de se démarquer de son prédécesseur avec des changements progressifs (passage occasionnel au 4-3-1-2, utilisation d'Arturo Vidal en trequartista, temps de jeu important accordé aux jeunes Roberto Pereyra et Stefano Sturaro).

#### 2015-2019: Confirmation turinoise
L'intersaison de la Vieille Dame s'avère mouvementée, nonobstant la belle campagne réalisée. Ayant rapidement procédé au recrutement de Paulo Dybala (32 millions d'euros plus primes) et Sami Khedira avant la fin de la saison, l'équipe voit son effectif se vider à partir de juin. Carlos Tevez se voit accorder un bon de sortie pour retourner chez son club formateur Boca Juniors, suivi très vite par Andrea Pirlo qui rejoint le championnat américain du Major League Soccer. La grosse perte de l'été est cependant Arturo Vidal, l'homme à tout faire de l'entrejeu qui décide de rallier le Bayern Munich de Josep Guardiola. En contrepartie, le directeur sportif bianconero Beppe Marotta fait venir Mario Mandzukic, Mario Lemina, Alex Sandro et Daniele Rugani, ce dernier étant rappelé de son pret à Empoli.
Le début de saison est des plus poussifs, devenant même le pire de l'histoire du club. Au bout de deux journées de championnat, la Juventus s'est déjà inclinée à deux reprises contre l'Udinese et l'AS Roma. La situation ne s'améliore toujours pas au cours des deux mois suivants. Fin octobre, la Juve s'incline 2-1 à Sassuolo, un résultat qui la met à onze points du leader la Roma. Plus que jamais sous pression, Massimiliano Allegri prononce alors sa fameuse phrase: "En bien comme en mal, les records je les bats toujours."
Ses propos se révèlent prémonitoires au cours des mois suivants. Le 31 octobre la Juve remporte au couperet le derby della Mole face au Torino, le but victorieux étant l'œuvre de Juan Cuadrado en toute fin de match. Ce difficile succès marque le début d'une série de victoires qui durera quinze matchs jusqu'en février 2016, lorsque les Turinois sont accrochés à Bologne. Cette série voit la formation d'Allegri remonter de la douzième à la seconde place du classement au moment de recevoir le leader napolitain le 13 février 2016. À cette occasion, un but tardif signé Simone Zaza catapulte les Bianconeri en tete du championnat. Ils ne quitteront plus jamais ce rang et décrocheront en avril un cinquième scudetto de suite, le 32e de l'histoire du club.
En Ligue des champions, ce sera une tout autre histoire. Sortie deuxième de sa poule derrière Manchester City (malgré deux succès contre les Anglais), la Juventus tombe sur le Bayern Munich en huitième de finale. Dominée chez elle au match aller, la formation turinoise se retrouve menée 2-0 (buts de Thomas Muller et Robben). Allegri se signale alors avec trois changements qui vont inverser le cours du match, faisant entrer Hernanes, Alvaro Morata et Stefano Sturaro. Ce dernier égalise en fusillant de près Manuel Neuer, après la réduction de l'écart signée Dybala à l'heure de jeu.
Le match retour a lieu le 16 mars 2016. Pleine d'audace, la Juventus mène 2-0 à Munich sur des réalisations de Paul Pogba et Cuadrado. Elle inscrit un troisième but, mais Morata est signalé à tort en position de hors jeu. Après que les Bavarois sont revenus à 1-2, les visiteurs croient tenir bon... jusqu'à la 90e minute et une perte de balle plein axe de Patrice Evra, qui permet à Thomas Muller d'égaliser. En prolongations une Juve exténuée finit par céder à deux reprises face à Thiago Alcantara et l'ex-bianconero Kingsley Coman.
Massimiliano Allegri s'offre une consolation en fin de saison en remportant une nouvelle fois la Coupe d'Italie, qui plus est contre son ancien employeur le Milan AC. Il devient ainsi le premier entraineur de l'histoire de la Juventus à réaliser deux fois le doublé coupe-championnat, qui plus est lors de deux années de suite. Le but de la victoire est signé Álvaro Morata, son dernier sous les couleurs de la Juventus avant son rachat par le Réal Madrid. Le 17 mai 2019, il est annoncé que Massimilliano Allegri ne sera plus l'entraineur de la Juventus à partir de la saison 2019-2020.

#### 2021-2024: Un retour raté à la Juve
Deux ans après son départ de la Juventus, Massimiliano Allegri retrouve le banc turinois. Libre depuis son départ en 2019, le coach vient remplacer Andrea Pirlo.  Son retour fut un échec notamment à cause de l'élimination de la Juventus en huitième de finale de la Ligue des champions face à Villarreal CF et de son jeu dépassé pour les années 2020. Le 11 mai 2022, il perd la finale de la Coupe d'Italie face à l'Inter, et la Juventus réalise pour la première fois depuis la saison 2010-2011, une saison blanche.
Le 18 mai 2024, seulement deux jours après sa victoire en finale de la Coupe d'Italie, il est licencié par le club turinois « suite à certains comportements pendant et après la finale de la Coupe d'Italie que le club juge incompatible avec les valeurs de la Juventus et avec le comportement que doivent avoir ceux qui la représentent ».

### Retour à l'AC Milan
Onze ans après son départ de l'AC Milan en 2014, Allegri fait son retour chez les Rossoneri suite au renvoi de Sérgio Conceição,.

## Statistiques

### Entraîneur
| Aglianese Calcio | 1 juillet 2003  | 30 juin 2004    | 38  | 10  | 13  | 15  | 26,3  |
| SPAL             | 1 juillet 2004  | 30 mai 2005     | 40  | 13  | 15  | 12  | 32,5  |
| US Grosseto      | 19 juillet 2005 | 29 octobre 2006 | 28  | 6   | 15  | 7   | 21,4  |
| US Sassuolo      | 17 juillet 2007 | 28 mai 2008     | 42  | 23  | 6   | 13  | 54,8  |
| Cagliari Calcio  | 28 mai 2008     | 13 avril 2010   | 74  | 27  | 15  | 32  | 36,5  |
| Milan AC         | 25 juin 2010    | 13 janvier 2014 | 179 | 92  | 49  | 38  | 51,4  |
| Juventus FC      | 16 juillet 2014 | 26 mai 2019     | 271 | 191 | 43  | 37  | 70,48 |
| Juventus FC      | 28 mai 2021     | 18 mai 2024     | 134 | 76  | 26  | 31  | 55,76 |
| Total            | Total           | Total           | 779 | 423 | 177 | 178 | 53,94 |

## Palmarès

### Entraîneur

#### Distinctions Personnelles
- Oscar del calcio du meilleur entraîneur de l'année de Serie A en 2011, 2015 et 2016 et 2018
- Panchina d'oro : Meilleur entraîneur de Série A en 2009, 2015, 2017[21] et 2018

#### Milan AC
- Champion d'Italie en 2011.
- Vainqueur de la Supercoupe d'Italie en 2011.

#### Juventus Football Club
- Champion d'Italie en 2015, 2016, 2017, 2018, 2019.
- Vainqueur de la Coupe d'Italie en 2015, 2016, 2017, 2018 et 2024.
- Vainqueur de la Supercoupe d'Italie en 2015 et 2018.
- Finaliste de la Ligue des champions en 2015 et 2017.
- Finaliste de la Coupe d'Italie en 2022